# 리 대수 근기
리 군론에서 리 대수 근기(Lie代數根基, 영어: Lie algebra radical)는 리 대수의 최대 가해 아이디얼이다.

## 정의
가환환 {\displaystyle K} 위의 리 대수 {\displaystyle {\mathfrak {g}}}를 생각하자. 그렇다면, 그 아이디얼(영어: ideal)은 부분 리 대수 {\displaystyle {\mathfrak {h}}} 가운데 다음 조건을 만족시키는 것이다.
{\displaystyle [{\mathfrak {g}},{\mathfrak {h}}]\subseteq {\mathfrak {h}}}
만약 {\displaystyle {\mathfrak {g}}}의 아이디얼 가운데, 가해 리 대수를 이루는 것들의 (부분 집합 관계에 대한) 부분 순서 집합이 최대 원소를 갖는다면, 이를 {\displaystyle {\mathfrak {g}}}의 근기라고 하며,:32, §I.2
{\displaystyle \operatorname {rad} ({\mathcal {g}})}
로 표기한다.

## 성질

### 존재
정의에 따라, 리 대수의 근기는 만약 존재한다면 유일하다.
만약 {\displaystyle {\mathfrak {g}}}가 {\displaystyle K}-뇌터 가군일 경우, {\displaystyle {\mathfrak {g}}}의 근기가 존재한다.
특히, 체 위의 유한 차원 리 대수는 항상 근기를 갖는다.:32, Proposition 1.12

### 관련 개념과의 관계
체 {\displaystyle K} 위의 유한 차원 리 대수 {\displaystyle {\mathfrak {g}}}에 대하여 다음 두 조건이 서로 동치이다.
- {\displaystyle {\mathfrak {g}}}의 근기가 0이다.
- {\displaystyle {\mathfrak {g}}}는 반단순 리 대수이다.

체 {\displaystyle K} 위의 유한 차원 리 대수에 대하여, 만약
{\displaystyle \operatorname {rad} {\mathfrak {g}}=\operatorname {Z} ({\mathfrak {g}})}
라면, {\displaystyle {\mathfrak {g}}}를 가약 리 대수(可約Lie代數, 영어: reductive Lie algebra)라고 한다.

## 예
가환환 {\displaystyle K} 위의 가해 리 대수 {\displaystyle {\mathfrak {g}}}의 근기는 (항상 존재하며) {\displaystyle {\mathfrak {g}}} 전체이다.